# Giorgio Scerbanenco
Volodymyr-Džordžo Ščerbanenko, in ucraino Володимир-Джорджо Щербаненко?, per l'anagrafe italiana Wladimiro Scerbanenko (Kiev, 28 luglio 1911 – Milano, 27 ottobre 1969), è stato un giornalista e scrittore italiano di origine ucraina.

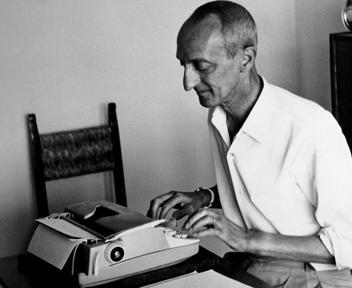
Giorgio Scerbanenco

Fu direttore del periodico Novella e fondatore della rivista Bella. Ha scritto romanzi western, di fantascienza e rosa, oltre che di genere poliziesco, dove è considerato uno degli autori italiani più importanti.

## Biografia
Nacque a Kiev, nell'allora Russia zarista, da Valeriano Ščerbanenko e dall'italiana Leda Giulivi. I suoi genitori si erano conosciuti quando il padre era studente in Italia. Sposatisi a Roma il 28 aprile 1908 con rito greco-ortodosso, i coniugi si trasferirono a Kiev nell'estate successiva. Qui nacque una prima figlia, morta dopo pochi mesi, e poi il futuro scrittore. Questi all'età di sei mesi, fu condotto dalla madre a Roma per il clima migliore. Nel frattempo il padre era rimasto a Kiev, ad insegnare latino e greco. La famiglia si ricongiunse una sola volta, in quella che è l'attuale Ucraina tra l'aprile e il novembre 1913, ma poi con lo scoppio della prima guerra mondiale, i contatti si interruppero definitivamente.
Tornati madre e figlio in Russia nell'estate del 1920, scoprirono che l'anno prima Valeriano Ščerbanenko era stato fucilato dai bolscevichi nel cortile dell'Università di Kiev, insieme a tutti i suoi studenti. Le autorità rivoluzionarie sequestrarono loro i passaporti, costringendoli a mescolarsi tra i profughi di varie nazionalità che tentavano di lasciare il Paese. Solo dopo un pericoloso viaggio in nave da Odessa, via Istanbul, i due riuscirono a rientrare in Italia, prima a Trieste e poi a Roma. Il governo italiano però riconobbe loro lo status di apolidi, non la cittadinanza italiana. Giorgio Scerbanenco la otterrà soltanto nel 1935 per il requisito della residenza ininterrotta dal 1921 e non per ius sanguinis. Italiano di madrelingua, l'essere considerato "straniero" fu il grave cruccio che lo accompagnò durante tutta l'esistenza. Di tale situazione parlò diffusamente nell'autobiografia Io, Vladimir Scerbanenko. 
Tali difficoltà, unite a motivi economici, non gli consentirono di conseguire un'istruzione regolare, ma soltanto da autodidatta. La scrittura fu però da subito una sua passione. Lui stesso racconta che la madre "all'ospedale era molto felice che io scrivessi, non doveva avere alcun senso pratico e non si preoccupava che io non avessi in mano nessun mestiere". Nel 1927 madre e figlio si trasferirono a Milano. Nel 1930 fu ricoverato nel sanatorio di Cuasso al Monte per una forma di infezione polmonare.
 L'anno dopo Wladimiro Scerbanenko si sposò con Teresa Bandini ed andarono ad abitare al 12 di via Orti. La coppia ebbe una prima figlia che morì dopo pochi mesi. Il futuro scrittore fu quindi assunto come fresatore alla Borletti e poi come autista della Croce Rossa, prima di arrivare al mondo dell'editoria. 
Nel 1934 entrò come redattore nel settore dei periodici Rizzoli, cominciando a firmare decine di racconti e di articoli con il nome di Giorgio Scerbanenco. Alla fine del 1937 passò alla Mondadori come "praticante giornalista" e nel 1939 fu ammesso all'albo dei giornalisti professionisti. Assunse poi l'incarico di caporedattore dei periodici Mondadori. 
A partire dal 1939, con lo pseudonimo di Luciano, tenne sul periodico Grazia la rubrica Posta del cuore. Nello stesso anno nacque il secondo figlio, Alberto (detto Alan), ma il matrimonio era ormai finito. Già nel 1940 Scerbanenco lasciò la moglie per andare a vivere con un'altra donna. Scrisse per l'EIAR cinque radiodrammi di discreto successo. Collaborò anche con importanti quotidiani: L'Ambrosiano, la Gazzetta del Popolo, il Resto del Carlino e il Corriere della Sera (1941-1943). 

Giorgio Scerbanenco con Nunzia Monanni

Nel settembre 1943 Scerbanenco fuggì in Svizzera, insieme a buona parte della redazione del Corriere. Vi rimase fino alla fine della guerra. Nel gennaio 1946 si separò legalmente da Teresa Bandini. 
Nel dopoguerra tornò alla Rizzoli come direttore del periodico letterario femminile Novella, curando anche qui la rubrica della Posta del cuore. Sempre per Rizzoli fondò e diresse la rivista Bella, curando la rubrica La posta di Valentino e, per Annabella, la sua rubrica di maggior successo, La Posta di Adrian. 
Dall'ultima sua compagna, la giornalista di Bella Nunzia Monanni, Scerbanenco ebbe nel 1963 la figlia Germana e nel 1964 Cecilia. Trascorse gli ultimi anni a Lignano Sabbiadoro. All'inizio del 1969 iniziò la collaborazione con Stampa Sera: gli venne affidata una pagina settimanale, I gialli del sabato, in cui pubblicò racconti gialli e noir ambientati nel torinese, a volte tratti da fatti di cronaca. 
Morì nell'ottobre del 1969, all'apice del suo successo, in seguito ad un arresto cardiaco. Fu sepolto al cimitero maggiore di Milano.
Cecilia Scerbanenco ha donato alla biblioteca comunale di Lignano l'archivio dello scrittore. Alla sua memoria è dedicato il più importante premio italiano per la letteratura poliziesca e noir: il premio Scerbanenco.

## Attività letteraria
Scrittore di incredibile prolificità e versatilità, Scerbanenco ha spaziato magistralmente in ogni campo della narrativa di genere: western, fantascienza (Il paese senza cielo, Il cavallo venduto, L'anaconda) e rosa, ma fu con il giallo che raggiunse una discreta fama, fino ad essere da taluni indicato come uno degli scrittori più importanti di questo genere. Infatti non vi è dubbio che sia da considerare tuttora il maestro ideale di tutti i giallisti italiani, almeno a partire dagli anni settanta. 
I suoi romanzi, riletti oggi, appaiono, al di là di alcune trovate 'ad effetto' e delle trame talvolta semplicistiche, uno spaccato umano e amaro dei nostri anni sessanta e rivelano un'Italia difficile, contraddittoria, persino cattiva, ansiosa di emergere, ma disincantata, certo lontana dalla immagine edulcorata e brillante che spesso viene data degli anni del boom economico. Secondo Andrea D'Amico, «La scrittura di Scerbanenco mette fine al processo di americanizzazione che fino ad allora era stato necessario nella letteratura gialla per dare una certa dignità ad autori e pubblicazioni nostrane. Il suo stile, caratterizzato dal ritmo incalzante e dalla cura nei particolari, fu molto amato dal pubblico di allora e riuscì a riabilitare il genere noir che in Italia fino ad allora dipendeva da stereotipi. Le sue storie sono ambientate in una Milano dove dilaga la delinquenza e l'indifferenza».
Esordì nella carriera letteraria nel 1936-1937, durante il periodo alla Rizzoli, scrivendo, nella rubrica di narrativa "Gangsters e GMen" de Il Secolo Illustrato, storie di azione ambientate nelle città americane. In particolare, su questa rubrica Scerbanenco pubblicò sette racconti con lo pseudonimo Denny Sher (Sheer nel primo racconto). In quel periodo, mentre a Milano stava traslocando da una casa all'altra, cominciò a frequentare assiduamente Canzo, Villa Magni-Rizzoli, il lago del Segrino e il Triangolo Lariano – classiche località della villeggiatura milanese dell'epoca – da cui trasse molta dell'ispirazione per i suoi romanzi e in cui ambientò la gran parte delle scene fuori Milano.
Il suo primo romanzo giallo fu Sei giorni di preavviso, del 1940, in cui ideò la figura di Arthur Jelling. Tutta la serie di romanzi fu pubblicata da Mondadori.
Scerbanenco venne a contatto con le angosce e la rabbia della gente comune leggendo la posta diretta alle sue rubriche, in cui le lettrici raccontavano i propri casi personali e spesso difficili. Questa esperienza di storie vissute e dolorose ha avuto una importanza decisiva nella maturazione del suo stile noir, particolarmente crudo e amaro.
Il successo letterario arrivò con la quadrilogia dedicata a Duca Lamberti, un giovane medico di origini romagnole radiato dall'Ordine e condannato al carcere per aver praticato l'eutanasia ad una vecchia signora, malata terminale. Lamberti in seguito diventò una sorta di investigatore privato che collaborava con la questura di via Fatebenefratelli a Milano, in particolare con il commissario di origini sarde Luigi Càrrua, poi promosso alla carica di questore. 
La serie sul personaggio Duca Lamberti, iniziata con Venere privata, nel 1966, portò l'autore a un successo di critica e di pubblico, grazie anche alle molte versioni cinematografiche e ai riconoscimenti internazionali. Nel 1968 Traditori di tutti venne riconosciuto quale miglior romanzo straniero dal prestigioso premio francese, Grand prix de littérature policière. I romanzi raccontano di una Milano e di un'Italia che sta cambiando e in cui si mischiano in modo inestricabile il nuovo benessere e i disagi sociali, i vecchi quartieri a cavallo con la campagna e i luoghi simbolo della ricca città. A conferma della fama raggiunta, tre dei romanzi della serie sono stati portati sullo schermo cinematografico.
Negli ultimi anni trascorsi a Lignano Sabbiadoro scrisse e ambientò alcuni romanzi (La sabbia non ricorda, Al mare con la ragazza) e moltissimi racconti. 
Molte sue opere sono state ripubblicate dopo la sua morte: nel 1994 uscirono I milanesi ammazzano al sabato, Noi due e nient'altro, Appuntamento a Trieste e Cinquecentodelitti. Nel 1995 furono dati alle stampe Lupa in convento, Cinque casi per l'investigatore Jelling, Le principesse di Acapulco, Le spie non devono amare, Al mare con la ragazza e Non rimanere soli. 
Nel 1996 uscirono ancora Ladro contro assassino, Millestorie, Storie del futuro e del passato. Nel 1999 uscirono I ragazzi del massacro, Al servizio di chi mi vuole, La ragazza dell'addio.
Nel 2006 venne realizzata dal regista Stefano Giulidori una docufiction sulla sua vita, con interviste e testimonianze di chi l'ha conosciuto. Venne presentata al Noir in Festival di Courmayeur 2006. Nel 2007 l'editore Garzanti pubblicò una antologia di racconti di alcuni tra i più noti scrittori noir italiani dedicata al personaggio più famoso di Scerbanenco, Duca Lamberti, intitolandola Il ritorno del Duca. 
Infine nel 2018, per l'editore La nave di Teseo, venne pubblicato L'isola degli idealisti, scritto in gioventù e conservato per cinquant'anni dalla moglie Teresa Bandini, prima di entrare in possesso del figlio Alan Scerbanenko, che lo passò alla sorella Cecilia.

## Opere

### Romanzi

#### Serie di Arthur Jelling
- Sei giorni di preavviso, Milano, Mondadori, 1940. Riedizioneː Palermo, Sellerio, 2008.
- La bambola cieca, Milano, Mondadori, 1941. Riedizioneː Palermo, Sellerio, 2008.
- Nessuno è colpevole, Milano, Mondadori, 1941. Riedizioneː Palermo, Sellerio, 2009.
- L'antro dei filosofi, Milano, Mondadori, 1942. Riedizioneː Palermo, Sellerio, 2010.
- Il cane che parla, Milano, Mondadori, 1942. Riedizioneː Palermo, Sellerio, 2011.
- Lo scandalo dell'osservatorio astronomico, 1943. Pubblicazioneː Palermo, Sellerio, 2011.
- La valle dei banditi, circa 1942-1944. Pubblicazioneː Milano, La nave di Teseo, 2020.
- Cinque casi per l'investigatore Jelling, Milano, Frassinelli, 1995.

#### Ciclo del Nuovo Messico
- Il grande incanto, Milano, Rizzoli, 1948.
- La mia ragazza di Magdalena, Milano, Rizzoli,  1949. Riedizione a cura di Roberto Pirani, Palermo, Sellerio,  2004.
- Luna messicana, Milano, Rizzoli, 1949.
- Innamorati, Milano, Rizzoli, 1951. Riedizione col titolo Rossa, a cura di Roberto Pirani, Palermo, Sellerio, 2004.

#### Quadrilogia di Duca Lamberti
- Venere privata, Milano, Garzanti, 1966. In appendiceː Io, Vladimir Scerbanenko.
- Traditori di tutti, Milano, Garzanti, 1966.
- I ragazzi del massacro, Milano, Garzanti, 1968.
- I milanesi ammazzano al sabato, Milano, Garzanti, 1969.

#### Altri romanzi
- Il terzo amore, Milano, Rizzoli, 1938; Milano, La nave di Teseo, 2019.
- Quattro cuori nel buio, Sacse, 1941.
- L'amore torna sempre, Sacse, 1941.
- Oltre la felicità, Sacse, 1941.
- In cerca dell'unica donna, Sacse, 1941
- È passata un'illusione, Sacse, 1942.
- Fine del mondo, 1942.
- Infedeli innamorati, 1942.
- Viaggio in Persia, 1942. [perduto]
- L'isola degli idealisti, [scritto tra il 1942-43, considerato perduto, ma poi ritrovato in Svizzera] Prefazione di Cecilia Scerbanenco, Milano, La nave di Teseo, 2018.
- Il bosco dell'inquietudine, Milano, Ultra, 1943.
- Si vive bene in due, Milano, Mondadori, 1943; Prefazione di Cecilia Scerbanenco, Milano, La nave di Teseo, 2022, ISBN 978-88-346-1081-7.
- La notte è buia, Milano, Mondadori, 1943.
- Annalisa e il passaggio a livello, Tecla e Rosellina, 1944; a cura di C. Scerbanenco, Palermo, Sellerio, 2007.
- Lupa in convento, [scritto nel 1944, uscito postumo] a cura di Oreste Del Buono, Roma-Napoli, Edizioni Theoria, novembre 1984; Collana Adularia Minima, Milano, La Vita Felice, 1995, ISBN 978-88-779-9040-2; riedito con Al servizio di chi mi vuole, Collana gli Elefanti, Milano, Garzanti, 1999, ISBN 978-88-116-6869-5; Prefazione di Andrea G. Pinketts, Collana Elefanti Bestseller, Garzanti, 2017, ISBN 978-88-116-7386-6.
- Non rimanere soli, [uscì prima sul Corriere del Ticino nel 1945 a puntate] Milano, B. Gnocchi, 1945; Genova, Il Melangolo, 1995; Prefazione di Ermanno Paccagnini, Appendiceː Giorgio Scerbanenco: una cronologia di Nunzia Monanni, Milano, Garzanti, 2003.
- Luna di miele, Milano, Baldini & Castoldi, 1945; Milano, La nave di Teseo, 2018.
- Ogni donna è ferita, Milano, Rizzoli, 1947.
- Quando ameremo un angelo, Milano, Rizzoli, 1948.
- La sposa del falco, Milano, Rizzoli, 1949.
- Anime senza cielo, Milano, Rizzoli, 1950.
- I giorni contati, Milano, Rizzoli, 1952.
- Amata fino all'alba, Milano, Rizzoli, 1953.
- Appuntamento a Trieste, Milano, Rizzoli, 1953; Prefazione di Cecilia Scerbanenco, Milano, La nave di Teseo, 2019.
- La mano nuda, Milano, Rizzoli, 1954.
- Johanna della foresta, Milano, Rizzoli, 1955.
- Mio adorato nessuno, Milano, Rizzoli, 1955.
- I diecimila angeli, Milano, Rizzoli, 1956.
- La ragazza dell'addio, Milano, Rizzoli, 1956.
- Via dei poveri amori, Milano, Rizzoli, 1956.
- Cristina che non visse, Milano, Rizzoli, 1957.
- Elsa e l'ultimo uomo, Milano, Rizzoli, 1958.
- Il tramonto è domani, Milano, Rizzoli, 1958.
- Noi due e nient'altro, Milano, Rizzoli, 1959.
- Viaggio di nozze in grigio, Milano, Rizzoli, 1961.
- Il cavallo venduto, Milano, Rizzoli, 1963. [romanzo breve fantascientifico]
- La sabbia non ricorda, Milano, Rizzoli, 1963; Milano, La nave di Teseo, 2024.
- Al mare con la ragazza, Milano, Rizzoli, 1965.
- Al servizio di chi mi vuole, Milano, Longanesi,1970.
- Le principesse di Acapulco, Milano, Garzanti, 1970.
- Le spie non devono amare, Milano, Garzanti, 1971.
- Ladro contro assassino, Milano, Garzanti, 1971.
- Né sempre né mai, Milano, Sonzogno, 1974.
- Dove il sole non sorge mai, Milano, Garzanti, 1975.
- Romanzo rosa, Milano, Garzanti, 1985.

##### Raccolte di romanzi
- Metropoli del delitto, Milano, Garzanti Vallardi, 1980. [contiene: Le principesse di Acapulco, Ladro contro assassino, Le spie non devono amare, Europa molto amore, Al mare con la ragazza, Dove il sole non sorge mai]

### Raccolte di racconti
- Voce di Adrian, Milano, Rizzoli, 1956.
- Milano calibro 9, Milano, Garzanti, 1969.
- Il centodelitti, Milano, Garzanti, 1970.
- I sette peccati capitali e le sette virtù capitali, Milano, Rizzoli, 1974; Collana Nuova Biblioteca, Milano, Garzanti, 2010; Introduzione di Cecilia Scerbanenco, Milano, La nave di Teseo, 2021, ISBN 978-88-939-5100-5.
- La notte della tigre, Milano, Rizzoli, 1975.
- L'ala ferita dell'angelo, Milano, Rizzoli, 1976.
- I 7 peccati & le 7 virtù capitali. La notte della tigre, Milano, Club Italiano dei Lettori, 1977.
- La vita in una pagina, Milano, Mondadori, 1989.
- Il falcone e altri racconti inediti, Milano, Frassinelli, 1993.
- Il Cinquecentodelitti, Milano, Frassinelli, 1994.
- Millestorie, Milano, Frassinelli, 1996.
- Storie dal futuro e dal passato, Milano, Frassinelli, 1997.
- Basta col cianuro, Cartacanta, 2000.
- Uccidere per amore, Palermo, Sellerio, 2002.
- Racconti neri, Milano, Garzanti, 2005.
- Uomini Ragno, Palermo, Sellerio, 2006.
- Nebbia sul Naviglio e altri racconti gialli e neri, Palermo, Sellerio, 2011.

### Romanzi o racconti pubblicati anche a puntate su periodici e quotidiani
- Gli uomini in grigio, apparso in 20 puntate su Il Novellino dal 21 aprile al 1º novembre 1935.
- Il paese senza cielo, a puntate su L'Audace, 1939. (fantascienza)
- Cinema fra le donne, apparso a puntate sull'edizione pomeridiana de Il Corriere della Sera dal 9 dicembre 1942 al 19 gennaio 1943; Prefazione di Cecilia Scerbanenco, Collana Oceani, Milano, La nave di Teseo, 2024, ISBN 978-88-346-1885-1.
- Cinque in bicicletta, apparso a puntate nell'edizione pomeridiana de Il Corriere della Sera nel 1942; Milano, Mondadori, 1943.
- Il mestiere di uomo, a puntate su Il Grigione Italiano, 1944; a cura di Andrea Paganini, Torino, Aragno, 2006.
- Okay. piccola!, con lo pseudonimo di Adrian, a puntate su Annabella, Milano, 1949.
- Il nostro volo è breve, a puntate su Annabella (1951), Milano, Rizzoli, 1952.
- Il fiume verde, a puntate su Annabella, Milano, Rizzoli, 1952.
- Desidero soltanto, a puntate su Annabella, Milano, Rizzoli, 1953.
- Uomini e colombe, a puntate su Annabella, Milano, Rizzoli, 1954.
- La luna sulla pineta, con lo pseudonimo di Cristina Doria, serializzato su Gioia, 1958; Milano, Rusconi e Paolazzi Editori, 1961; Prefazione di Cecilia Scerbanenco, Milano, La nave di Teseo, 2021, ISBN 978-88-346-0626-1.
- Europa molto amore, a puntate su Annabella, 1961; Milano, Garzanti, 1966.
- L'anaconda, La Tribuna, 1967 (romanzo breve fantascientifico); ill. Giorgio Carpinteri, Metrolibri, 1992.

### Saggi
- Patria mia, scritto nel 1945; col titolo Patria mia. Riflessioni e confessioni sull'Italia, a cura di Andrea Paganini, Torino, Aragno, 2011.

## Adattamenti cinematografici e televisivi
- I ragazzi del massacro, regia di Fernando Di Leo (1969)
- Il caso "Venere privata", regia di Yves Boisset (1970)
- La morte risale a ieri sera, regia di Duccio Tessari (1970)
- Milano calibro 9, regia di Fernando Di Leo (1972)
- La mala ordina, regia di Fernando Di Leo (1972)
- L'assassino è costretto ad uccidere ancora, regia di Luigi Cozzi (1975)
- Liberi armati pericolosi, regia di Romolo Guerrieri (1976)
- Quattro delitti, regia di Alberto Sironi, Gian Pietro Calasso e Vittorio Melloni – film TV (1979)
- La ragazza dell'addio, regia di Daniele D'Anza – film TV (1984)
- Appuntamento a Trieste, regia di Bruno Mattei – film TV (1989)
- L'uomo che non voleva morire, regia di Lamberto Bava – film TV (1989)
- Spara che ti passa, regia di Carlos Saura (1993)
- Occhio di falco – serie TV (1996)

## Prosa radiofonica Eiar
- Spiegazione del mondo a mio figlio, commedia in tre atti di Giorgio Scerbanenco, regia di Enzo Ferrieri, trasmessa il 4 aprile 1942.